# Danh sách tập phim Dragon Ball Z
Dragon Ball Z (ドラゴンボールゼット, Doragon Boru Zetto, 7 Viên Ngọc Rồng Z, thường được viết tắt là DBZ) là phần phim hoạt hình tiếp theo của Dragon Ball được viết bởi tác giả Akira Toriyama. Phần manga của bộ truyện đã ra mắt trong tạp chí Weekly Shōnen Jump vào ngày 4 tháng 10 năm 1988 và kéo dài đến năm 1995; bản chuyển thể anime được công chiếu tại Nhật Bản trên đài truyền hình Fuji TV vào ngày 26 tháng 4 năm 1989, tiếp tục phát sóng đến hết ngày 31 tháng 1 năm 1996, kéo dài 291 tập tại Nhật Bản.
Phần phim Dragon Ball Z sử dụng bốn bản nhạc chủ đề trong phiên bản tiếng Nhật. Từ tập 1 đến tập 199, bài hát chủ đề mở đầu là "Cha-La Head-Cha-La" của Hironobu Kageyama, và bài hát chủ đề kết thúc là "Detekoi Tobikiri Zenkai Pawā!" của MANNA. Từ tập 200 đến tập 291, các bài hát chủ đề mở đầu và kết thúc là "We Gotta Power" và "Boku-Tachi wa Tenshi Datta" của Hironobu Kageyama. Sau đây là danh sách các tập phim 7 Viên Ngọc Rồng Z.

## Tổng quan
| Saga | Saga | Saga                                                   | Số tập | Ngày phát sóng gốc                   |
| ---- | ---- | ------------------------------------------------------ | ------ | ------------------------------------ |
|      | 1    | Saiyan Saga                                            | 39     | 26 tháng 4, 1989 – 7 tháng 3, 1990   |
|      | 2    | Namek and Captain Ginyu Sagas                          | 35     | 14 tháng 3, 1990 – 16 tháng 1, 1991  |
|      | 3    | Frieza Saga                                            | 33     | 23 tháng 1, 1991 – 11 tháng 9, 1991  |
|      | 4    | Garlic Jr., Trunks and Androids Sagas                  | 32     | 18 tháng 9, 1991 – 13 tháng 5, 1992  |
|      | 5    | Imperfect Cell and Perfect Cell Sagas                  | 26     | 20 tháng 5, 1992 – 18 tháng 11, 1992 |
|      | 6    | Cell Games Saga                                        | 29     | 25 tháng 11, 1992 – 21 tháng 7, 1993 |
|      | 7    | Other World, Great Saiyaman and World Tournament Sagas | 25     | 28 tháng 7, 1993 – 2 tháng 3, 1994   |
|      | 8    | Babidi and Majin Buu Sagas                             | 34     | 9 tháng 3, 1994 – 25 tháng 1, 1995   |
|      | 9    | Fusion, Kid Buu and Peaceful World Sagas               | 38     | 1 tháng 2, 1995 – 31 tháng 1, 1996   |

## Danh sách tập

### Mùa 1: Saiyan Saga (1-39)
| #  | Tên tập phim                                                                                         | Ngày phát sóng gốc   |
| -- | --- | -------------------- |
| 1  | "Mini Gokū wa Obotchama! Boku Gohan Desu." (ミニ悟空はおぼっちゃま！ボク悟飯です。)                  | 26 tháng 4 năm 1989  |
| 2  | "Shijō Saikyō no Senshi wa Gokū no Ani Datta!" (史上最強の戦士は悟空の兄だった！)                    | 3 tháng 5 năm 1989   |
| 3  | "Yatta! Kore ga Chijō Saikyō no Konbi Da!" (やった！これが地上最強のコンビだ！)                      | 10 tháng 5 năm 1989  |
| 4  | "Pikkoro no Kirifuda! Gohan wa Nakimushikun" (ピッコロの切り札！悟飯は泣きむしクン)                  | 17 tháng 5 năm 1989  |
| 5  | "Gokū Shisu! Rasuto Chansu wa Ichido dake" (悟空死す！ラストチャンスは一度だけ)                      | 24 tháng 5 năm 1989  |
| 6  | "Enmasama mo Bikkuri — Ano Yo de Faito" (エンマ様もビックリあの世でファイト)                         | 7 tháng 6 năm 1989   |
| 7  | "Kyōryū to Sabaibaru! Gohan no Tsurai Shugyō" (恐竜とサバイバル！悟飯のツライ修行)                   | 14 tháng 6 năm 1989  |
| 8  | "Tsuki no Kagayaku Yoru ni Daihenshin! Gohan Pawā no Himitsu" (月の輝く夜に大変身！悟飯パワーの秘密) | 21 tháng 6 năm 1989  |
| 9  | "Gomen ne Robottosan Sabaku ni Kieta Namida." (ゴメンねロボットさん砂漠に消えた涙。)                 | 28 tháng 6 năm 1989  |
| 10 | "Naku na Gohan! Hajimete no Tatakai." (泣くな悟飯！はじめての闘い)                                   | 5 tháng 7 năm 1989   |
| 11 | "Uchūichi no Kyōsenshi Saiyajin Mezameru!" (宇宙一の強戦士サイヤ人めざめる！)                        | 12 tháng 7 năm 1989  |
| 12 | "Hebi no Michi de Inemuri Gokū ga Okkochiru" (蛇の道でいねむり悟空が落っこちる)                      | 19 tháng 7 năm 1989  |
| 13 | "Te o Dasu na! Enmasama no Himitsu no Kudamono" (手を出すな！エンマ様の秘密の果実)                   | 26 tháng 7 năm 1989  |
| 14 | "Ama〜i Yūwaku! Hebihimesama no Omotenashi" (あま～い誘惑！蛇姫さまのおもてなし)                     | 2 tháng 8 năm 1989   |
| 15 | "Pikkoro kara no Dasshutsu! Arashi o Yobu Gohan" (ピッコロからの脱出！嵐を呼ぶ悟飯)                  | 9 tháng 8 năm 1989   |
| 16 | "Hashire Gohan! Chichi no Matsu Natsukashi no Paozu Yama" (走れ悟飯！チチの待つなつかしのパオズ山)   | 16 tháng 8 năm 1989  |
| 17 | "Asu Naki Machi! Shōri e no Tōi Michinori" (明日なき街！勝利への遠い道のり)                          | 30 tháng 8 năm 1989  |
| 18 | "Shūte〜n Hebi no Michi! Omē Kaiōsama ka?" (終点～ん蛇の道！おめえ界王様か？)                        | 6 tháng 9 năm 1989   |
| 19 | "Jūryoku to no Tatakai! Baburusukun o Tsukamaero" (重力との戦い！バブルス君をつかまえろ)             | 13 tháng 9 năm 1989  |
| 20 | "Yomigaeru Saiyajin Densetsu! Gokū no Rūtsu" (よみがえるサイヤ人伝説！悟空のルーツ)                  | 20 tháng 9 năm 1989  |
| 21 | "Ide yo Shenron! Saiyajin Tsui ni Chikyū Tōchaku" (いでよ神龍！サイヤ人ついに地球到着)               | 27 tháng 9 năm 1989  |
| 22 | "N'nabakana! Tsuchi kara umareta saibaiman" (んなバカな！土から生まれたサイバイマン)                 | 11 tháng 10 năm 1989 |
| 23 | "Yamucha Shisu! Osoru Beshi Saibaiman" (ヤムチャ死す！おそるべしサイバイマン)                        | 18 tháng 10 năm 1989 |
| 24 | "Sayonara Tensan! Chaozu no Sutemi no Senpō" (さよなら天さん！餃子の捨て身の戦法)                    | 25 tháng 10 năm 1989 |
| 25 | "Tenshinhan Zekkyō!! Kore ga Saigo no Kikōhō Da" (天津飯絶叫!!これが最後の気功砲だ)                  | 1 tháng 11 năm 1989  |
| 26 | "Hitasura Matte Sanjikan! Dangan Hikō no Kintoun" (ひたすら待って3時間！弾丸飛行の筋斗雲)            | 8 tháng 11 năm 1989  |
| 27 | "Boku ni Makasete! Gohan - Ikari no Daibakuhatsu" (ぼくにまかせて！悟飯・怒りの大爆発)               | 22 tháng 11 năm 1989 |
| 28 | "Saiyajin no Mōi! Kamisama mo Pikkoro mo Shinda" (サイヤ人の猛威！神様もピッコロも死んだ)            | 29 tháng 11 năm 1989 |
| 29 | "Tōsan Sugē ya! Kyūkyoku no Hissatsuwaza - Kaiōken" (父さんすげぇや！究極の必殺技・界王拳)           | 6 tháng 12 năm 1989  |
| 30 | "Genkai o Koeta Atsui Tatakai! Gokū Tai Bejīta" (限界を超えた熱い戦い！悟空対ベジータ)               | 13 tháng 12 năm 1989 |
| 31 | "Ima da Gokū! Subete o Kaketa Saigo no Ōwaza" (いまだ悟空！すべてを賭けた最後の大技)                 | 20 tháng 12 năm 1989 |
| 32 | "Sentōryoku Jūbai!! Bejīta Daihenshin" (戦闘力10倍!!ベジータ大変身)                                  | 17 tháng 1 năm 1990  |
| 33 | "Shinanaide Tōsan!! Kore ga Gohan no Sokojikara" (死なないで父さん!!これが悟飯の底力)                | 24 tháng 1 năm 1990  |
| 34 | "Ute Kuririn! Negai o Kometa Genkidama" (撃てクリリン！願いをこめた元気玉)                           | 31 tháng 1 năm 1990  |
| 35 | "Kiseki o Okose! Sūpā Saiyajin Son Gohan" (奇跡を起こせ！スーパーサイヤ人孫悟飯)                     | 7 tháng 2 năm 1990   |
| 36 | "Tobidase Uchū e! Kibō no Hoshi wa Pikkoro no Furusato" (飛び出せ宇宙へ！希望の星はピッコロの故郷)   | 14 tháng 2 năm 1990  |
| 37 | "Nazo no Yunzabitto! Kamisama no Uchūsen o Sagase" (謎のユンザビット！神様の宇宙船を探せ)            | 21 tháng 2 năm 1990  |
| 38 | "Namekkusei Iki Hasshin! Gohantachi o Matsu Kyōfu" (ナメック星行き発進！悟飯たちを待つ恐怖)          | 28 tháng 2 năm 1990  |
| 39 | "Teki ka Mikata ka? Nazo no Kyodai Uchūsen no Kodomotachi" (敵か味方か？謎の巨大宇宙船の子供たち)    | 7 tháng 3 năm 1990   |

### Mùa 2: Namek and Captain Ginyu Sagas (40-74)
| #  | Tên tập phim                                                                                            | Ngày phát sóng gốc   |
| -- | --- | -------------------- |
| 40 | "Honto ni Honto? Are ga Kibō no Namekkusei" (ホントにホント？あれが希望のナメック星)                    | 14 tháng 3 năm 1990  |
| 41 | "Shinsetsu na Uchūjin — Ikinari Atta yo Ūshinchū" (親切な宇宙人いきなりあったよ五星球)                  | 21 tháng 3 năm 1990  |
| 42 | "Wakusei Furīza Nanbā Nanajūkyū — Fukkatsu no Bejīta!!" (惑星フリーザNO.79復活のベジータ!!)             | 4 tháng 4 năm 1990   |
| 43 | "Sorotta zo Doragon Bōru! Pikkorosan mo Ikikaeru" (そろったぞ神龍球！ピッコロさんも生き返る)            | 11 tháng 4 năm 1990  |
| 44 | "Arata na Kyōteki! Uchū no Teiō Furīza" (あらたな強敵！宇宙の帝王フリーザ)                              | 18 tháng 4 năm 1990  |
| 45 | "Yabō no Bejīta! Uchūichi no Senshi wa Ore Da!!" (野望のベジータ！宇宙一の戦士はオレだ!!)               | 25 tháng 4 năm 1990  |
| 46 | "Gokū Pawā Zenkai!! Ginga no Hate made Muikakan" (悟空パワー全開!!銀河の果てまで6日間)                  | 2 tháng 5 năm 1990   |
| 47 | "Ihyō o Tsuita Kōgeki!! Chōrō no Nerai wa Sukautā" (意表をついた攻撃!!長老の狙いはスカウター)           | 9 tháng 5 năm 1990   |
| 48 | "Gohan Ayaushi! Shi o Yobu Tsuisekisha Dodoria" (悟飯危うし！死を呼ぶ追跡者ドドリア)                    | 16 tháng 5 năm 1990  |
| 49 | "Bakushi Dodoria! Bejīta no Osoru Beki Shōgekiha" (爆死ドドリア！ベジータの恐るべき衝撃波)              | 23 tháng 5 năm 1990  |
| 50 | "Moeru Wakusei kara no Dasshutsu!! Inochigake no Kamehameha" (燃える惑星からの脱出!!命がけのカメハメ波) | 30 tháng 5 năm 1990  |
| 51 | "Yūki Hyakubai! Kaiō no Moto ni Shūketsu Suru Senshitachi" (勇気百倍！界王の下に集結する戦士たち)       | 6 tháng 6 năm 1990   |
| 52 | "Kike Gokū yo! Furīza ni wa Te o Dasu na" (聞け悟空よ！フリーザには手を出すな)                          | 20 tháng 6 năm 1990  |
| 53 | "Hotondo Torihada! Bisenshi Zābon no Akuma no Henshin" (ほとんど鳥肌！美戦士ザーボンの悪魔の変身)       | 27 tháng 6 năm 1990  |
| 54 | "Kibō no Hoshi o Mamore!! Kuririn Kyōi no Pawā Appu" (希望の星を守れ!!クリリン驚異のパワーUP)           | 4 tháng 7 năm 1990   |
| 55 | "Shi no Fuchi kara Yomigaetta — Kiseki no Otoko - Bejīta" (死の淵からよみがえった奇跡の男・ベジータ)    | 18 tháng 7 năm 1990  |
| 56 | "Dodekai Sentōryoku!! Kudakechiru Furīza no Inbō" (どでかい戦闘力!!砕け散るフリーザの陰謀)              | 1 tháng 8 năm 1990   |
| 57 | "Genki ga Modotta zo!! Hyakubai Chōjūryoku no Naka no Gokū" (元気が戻ったぞ!!100倍超重力の中の悟空)     | 8 tháng 8 năm 1990   |
| 58 | "Furīza no Himitsu Heiki! Akuma no Ginyū Tokusentai" (フリーザの秘密兵器！悪魔のギニュー特戦隊)         | 22 tháng 8 năm 1990  |
| 59 | "Buruma ga Abunai!! Sūshinchū wa Furīza no Te ni" (ブルマが危ない!!四星球はフリーザの手に)              | 29 tháng 8 năm 1990  |
| 60 | "Gekitotsu da!! Fukutsu no Tōshi no Kaiōken to Kamehameha" (激突だ!!不屈の闘志の界王拳とカメハメ波)     | 5 tháng 9 năm 1990   |
| 61 | "Semaru Chō-Kessen! Ginyū Tokusentai Tadaima Sanjō!!" (迫る超決戦！ギニュー特戦隊只今参上!!)            | 12 tháng 9 năm 1990  |
| 62 | "Gokū ga Daisekkin! Furīza no Hōimō o Buchiyabure" (悟空が大接近！フリーザの包囲網をぶち破れ)           | 19 tháng 9 năm 1990  |
| 63 | "Chōmajutsu ka Torikku ka!? Misutā Gurudo ga Okotta zo!" (超魔術かトリックか!?Mr.グルドが怒ったぞ！)    | 26 tháng 9 năm 1990  |
| 64 | "Mōi Rikūmu!! Warukute Tsuyokute Tondemonai Yatsu" (猛攻リクーム!!悪くて強くてとんでもない奴)           | 24 tháng 10 năm 1990 |
| 65 | "Shinu na Gohan! Gokū, Tsui ni Kessenjō ni Tōchaku Da" (死ぬな悟飯！悟空、ついに決戦場に到着だ)         | 31 tháng 10 năm 1990 |
| 66 | "Ketahazure no Tsuyosa!! Densetsu no Sūpā Saiyajin Son Gokū" (ケタ外れの強さ!!伝説の超サイヤ人孫悟空)   | 7 tháng 11 năm 1990  |
| 67 | "Aka to Ao no Raitoningu Bōru! Jīsu to Bāta ga Gokū o Osō" (赤と青の光球！ジースとバータが悟空を襲う)   | 14 tháng 11 năm 1990 |
| 68 | "Tsui ni Chokusetsu Taiketsu!! Ginyū Taichō no Odemashi Da" (ついに直接対決!!ギニュー隊長のおでましだ)  | 21 tháng 11 năm 1990 |
| 69 | "Susamajii Hakuryoku!! Mita ka, Gokū no Furu Pawā" (凄まじい迫力!!見たか、悟空のフルパワー)             | 28 tháng 11 năm 1990 |
| 70 | "Tatakai no Yukue!? Saichōrō ni Semaru Furīza no Ma no Te" (闘いの行方!?最長老に迫るフリーザの魔の手)   | 5 tháng 12 năm 1990  |
| 71 | "Bikkuri!! Gokū ga Ginyū de Ginyū ga Gokū" (ビックリ!!悟空がギニューでギニューが悟空)                   | 12 tháng 12 năm 1990 |
| 72 | "Ide yo Sūpā Shenron!! Boku no Negai o Kanaetamae" (出でよ超神龍!!ボクの願いをかなえたまえ)             | 19 tháng 12 năm 1990 |
| 73 | "Yatsu wa Ora ja Nē! Gohan Bibiru na Chichi o Ute!!" (奴はオラじゃネェ！悟飯びびるな父を撃て!!)         | 9 tháng 1 năm 1991   |
| 74 | "Daigosan!! Ginyū ga Kaeru ni Natchatta" (大誤算!!ギニューがカエルになっちゃった)                       | 16 tháng 1 năm 1991  |

### Mùa 3: Frieza Saga (75-107)
| #   | Tên tập phim                                                                                                  | Ngày phát sóng gốc  |
| --- | --- | ------------------- |
| 75  | "Nanatsu no Tama o Soroeshi Mono yo... Sā Aikotoba o Ie!" (七ッの玉を揃えし者よ...さあ合言葉を言え！)         | 23 tháng 1 năm 1991 |
| 76  | "Kamisama mo Ikikaetta! Sūpā Shen Long de Pikkoro ga Fukkatsu" (神様も生き返った！超神龍でピッコロが復活)     | 30 tháng 1 năm 1991 |
| 77  | "Saikyō Senshi no Tanjō ka!? Neiru to Pikkoro ga Gattai" (最強戦士の誕生か!?ネイルとピッコロが合体)           | 6 tháng 2 năm 1991  |
| 78  | "Akumu no Chōhenshin!! Sentōryoku Hyakuman no Furīza" (悪夢の超変身!!戦闘力100万のフリーザ)                   | 13 tháng 2 năm 1991 |
| 79  | "Koko made ka!? Kyōaku Chōzetsu Pawā ga Gohan o Osō" (ここまでか!?凶悪超絶パワーが悟飯を襲う)                 | 20 tháng 2 năm 1991 |
| 80  | "Ikki ni Keisei Gyakuten!! Okurete Kita Senshi - Pikkoro" (一気に形勢逆転!!遅れてきた戦士・ピッコロ)          | 27 tháng 2 năm 1991 |
| 81  | "Pikkoro no Jishin! Furīza o Taosu no wa Ore da" (ピッコロの自信！フリーザを倒すのはオレだ)                   | 6 tháng 3 năm 1991  |
| 82  | "Shutsugeki da Gokū!! Gekido no Furīza ga Daini no Henshin" (出撃だ悟空!!激怒のフリーザが第2の変身)           | 13 tháng 3 năm 1991 |
| 83  | "Kyōfu Shiro!! Furīza wa Sando no Henshin de Shōbu Suru" (恐怖しろ!!フリーザは3度の変身で勝負する)            | 20 tháng 3 năm 1991 |
| 84  | "Dende no Shi... Dete Koi! Tobikiri Zenkai Pawā" (デンデの死...でてこい！とびきり全開パワー)                  | 27 tháng 3 năm 1991 |
| 85  | "Machi ni Matta ze, Kono Shunkan!!! Son Gokū ga Fukkatsu da" (待ちに待ったぜ、この瞬間!!!孫悟空が復活だ)      | 3 tháng 4 năm 1991  |
| 86  | "Munen...!! Hokori Takaki Saiyajin Bejīta Shisu" (無念...!!誇り高きサイヤ人・ベジータ死す)                    | 10 tháng 4 năm 1991 |
| 87  | "Chō Kessen no Makuake da!! Omēdake wa Ora ga Taosu" (超決戦の幕開けだ!!おめえだけはオラが倒す)               | 17 tháng 4 năm 1991 |
| 88  | "Gekitotsu no Ni Dai Chō Pawā! Honki Dōshi no Nikudan Sen!!!" (激突の2大超パワー！本気同士の肉弾戦!!!)        | 24 tháng 4 năm 1991 |
| 89  | "Furīza Kyōfu no Sengen! Te o Tsukawazu Omae o Taosu" (フリーザ恐怖の宣言！手を使わずお前を倒す)              | 1 tháng 5 năm 1991  |
| 90  | "Hattari ja nē zo!! Daitan Suteki na Yatsu - Son Gokū" (ハッタリじゃねえぞ!!大胆素敵な奴・孫悟空)             | 8 tháng 5 năm 1991  |
| 91  | "Ketchaku da!! Honō no Keshin Nijūbai Kaiōken no Kamehameha" (決着だ!!炎の化身20倍界王拳のカメハメ波)         | 15 tháng 5 năm 1991 |
| 92  | "Chō Tokudai no Genki Dama Kore ga Saikyō no Kirifuda da!!" (超特大の元気玉これが最後の切り札だ!!)            | 22 tháng 5 năm 1991 |
| 93  | "Chansu o Ikase!! Pikkoro Sutemi no Engo Shageki" (チャンスを生かせ!!ピッコロ捨身の援護射撃)                  | 29 tháng 5 năm 1991 |
| 94  | "Genki Dama no Chō Hakairyoku!! Ikinokotta no wa Dare da!?" (元気玉の超破壊力!!生き残ったのは誰だ!?)          | 5 tháng 6 năm 1991  |
| 95  | "Tsui ni Henshin!! Densetsu no Sūpā Saiyajin Son Gokū" (ついに変身!!伝説の超サイヤ人・孫悟空)                 | 12 tháng 6 năm 1991 |
| 96  | "Ikari Bakuhatsu!! Gokū yo, Minna no Kataki o Uttekure" (怒り爆発!!悟空よ、みんなの仇を討ってくれ)            | 19 tháng 6 năm 1991 |
| 97  | "Namekkusei Shōmetsu ka!? Daichi o Tsuranuku Ma no Senkō" (ナメック星消滅か!?大地を貫く魔の閃光)              | 26 tháng 6 năm 1991 |
| 98  | "Katsu no wa Ore Da... Ikinokori o Kaketa Saishū Kōgeki" (勝つのはオレだ...生き残りをかけた最終攻撃)          | 10 tháng 7 năm 1991 |
| 99  | "Shen Long yo Uchū o Hashire!! Semaru Namekkusei Shōmetsu no Toki" (神龍よ宇宙を走れ!!迫るナメック星消滅の時) | 17 tháng 7 năm 1991 |
| 100 | "Boku wa Son Gokū no Musuko da!! Gohan, Futatabi Kessenjō e" (ボクは孫悟空の息子だ!!悟飯、再び決戦場へ)       | 24 tháng 7 năm 1991 |
| 101 | "Ore wa Kono Hoshi ni Nokoru!! Shōri e no Saigo no Negai" (オレはこの星に残る!!勝利への最後の願い)            | 31 tháng 7 năm 1991 |
| 102 | "Tokoton Yarōze!! Kieyuku Hoshi ni Nokotta Futari" (ととことんやろうぜ!!消えゆく星に残った二人)               | 7 tháng 8 năm 1991  |
| 103 | "Aware Furīza! Furue Dashitara Tomaranai!!" (哀れフリーザ！震えだしたら止まらない!!)                          | 14 tháng 8 năm 1991 |
| 104 | "Gokū no Shōri Sengen da!! Furīza ga Jimetsu suru Toki..." (悟空の勝利宣言だ!!フリーザが自滅する時...)        | 21 tháng 8 năm 1991 |
| 105 | "Furīza Yabureru!! Subete no Ikari o Kometa Ichigeki" (フリーザ敗れる!!すべての怒りをこめた一撃)              | 28 tháng 8 năm 1991 |
| 106 | "Namekkusei Dai Bakuhatsu!! Uchū ni Kieta Gokū" (ナメック星大爆発!!宇宙に消えた悟空)                          | 4 tháng 9 năm 1991  |
| 107 | "Ikiteita Son Gokū Zetto Senshi ga Zen'in Fukkatsu da!!" (生きていた孫悟空Ｚ戦士が全員復活だ!!)               | 11 tháng 9 năm 1991 |

### Mùa 4: Garlic Jr., Trunks and Androids Sagas (108-139)
Part 1: Garlic Jr. Arc (108-117)
| #   | Tên tập phim                                                                                             | Ngày phát sóng gốc   |
| --- | --- | -------------------- |
| 108 | "Tenkai ga Taihen da!! Gārikku Junia ga Kami ni Naru!?" (天界が大変だ!!ガーリックJrが神になる!?)         | 18 tháng 9 năm 1991  |
| 109 | "Kyōfu no Kuroi Kiri...!! Minna Mazoku ni Natchatta" (恐怖の黒い霧...!!みんな魔族になっちゃった)         | 25 tháng 9 năm 1991  |
| 110 | "Tenkai ga Senjō da!! Pikkoro ga Mazoku ni Gyaku Modori..." (天界が戦場だ!!ピッコロが魔族に逆戻り...)    | 2 tháng 10 năm 1991  |
| 111 | "Pikkoro to Kyokusetsu Taiketsu!! Tenkai ni Ikari no Masenkō" (ピッコロと直接対決!!天界に怒りの魔せん光) | 9 tháng 10 năm 1991  |
| 112 | "Minna no Kokoro o Torimodose!! Shinden ni Nemuru Chō Shinsui" (みんなの心を取り戻せ!!神殿に眠る超神水)  | 16 tháng 10 năm 1991 |
| 113 | "Asa made Matenai!! Kamisama no Kakugo o Kimeta Kesshikō" (朝まで待てない!!神様の覚悟をきめた決死行)     | 23 tháng 10 năm 1991 |
| 114 | "Chō Kageki ni Shōbu da!! Okite Yaburi no Kamisama" (超過激に勝負だ!!掟やぶりの神様)                     | 30 tháng 10 năm 1991 |
| 115 | "Kiita ze Chō Shinsui!! Sekai ga Akumu kara Sameta" (効いたぜ超神水!!世界が悪夢からさめた)               | 6 tháng 11 năm 1991  |
| 116 | "Gohan ni Isshun no Shōki!! Ano Makyōsei o Ute..." (悟飯に一瞬の勝機!!あの魔凶星を撃て...)               | 13 tháng 11 năm 1991 |
| 117 | "Otoko da nē...Kuririn Hyakuikkaime no Puropōzu" (男だねェ...クリリン101回目のプロポーズ)                | 20 tháng 11 năm 1991 |

Part 2: Trunks and Androids Arcs (118-139)
| #   | Tên tập phim                                                                                                   | Ngày phát sóng gốc   |
| --- | --- | -------------------- |
| 118 | "Are ga Chikyū dayo Papa... Furīza Oyako no Gyakushū" (あれが地球だよパパ...フリーザ親子の逆襲)                | 27 tháng 11 năm 1991 |
| 119 | "Furīza wa Boku ga Taosu... Gokū o Matsu Nazo no Shōnen" (フリーザはボクが倒す...悟空を待つ謎の少年)           | 4 tháng 12 năm 1991  |
| 120 | "Furīza o Ittō Ryōdan!! Mō Hitori no Sūpā Saiyajin" (フリーザを一刃両断!!もう一人の超サイヤ人)                 | 11 tháng 12 năm 1991 |
| 121 | "Ossu!! Hisashiburi... Kaettekita Son Gokū" (オッス!!ひさしぶり...帰って来た孫悟空)                            | 18 tháng 12 năm 1991 |
| 122 | "Boku no Chichi wa Bejīta desu... Nazo no Shōnen no Kokuhaku" (ボクの父はベジータです...謎の少年の告白)        | 8 tháng 1 năm 1992   |
| 123 | "Gokū no Shin Hissatsu Waza!? Mitekure, Ora no Shunkan Idō" (悟空の新必殺技!?見てくれ、オラの瞬間移動)         | 15 tháng 1 năm 1992  |
| 124 | "Koeteyaru...Gokū o!! Sentō Minzoku Saiyajin no Ō" (こえてやる...悟空を!!戦闘民族サイヤ人の王)                 | 22 tháng 1 năm 1992  |
| 125 | "Menkyo Kaiden? Gokū no Aratanaru Shiren" (免許皆伝？悟空の新たなる試練)                                       | 29 tháng 1 năm 1992  |
| 126 | "Kehai o Motanu Satsujinki Doitsu ga Jinzō Ningen da!?" (気配を持たぬ殺人鬼どいつが人造人間だ!?)               | 5 tháng 2 năm 1992   |
| 127 | "Reiketsu Nijūgō no Akugyaku Hidō!! Gokū - Ikari no Chōhenshin" (冷血20号の悪逆非道!!悟空・怒りの超変身)       | 12 tháng 2 năm 1992  |
| 128 | "Gokū, Daburu Shokku!! Yamai to Teki no Hasamiuchi" (悟空、ダブルショック!!病と敵のはさみ撃ち)                 | 19 tháng 2 năm 1992  |
| 129 | "Bejīta Tsuyoshi!! Mezameru Sūpā Saiyajin no Chi" (ベジータ強し!!目覚める超サイヤ人の血)                       | 26 tháng 2 năm 1992  |
| 130 | "Nijūgō no Futeki na Warai... Dokutā Gero no Himitsu" (20号の不敵な笑い...ドクターゲロの秘密)                  | 4 tháng 3 năm 1992   |
| 131 | "Jijitsu wa Mirai yori Osoroshii!? Torankusu no Giwaku" (事実は未来より恐ろしい!?トランクスの疑惑)             | 11 tháng 3 năm 1992  |
| 132 | "Tsuigeki!! Dokutā Gero Nazo no Kenkyūjo o Sagashidase" (追撃!!ドクターゲロ謎の研究所を探し出せ)               | 18 tháng 3 năm 1992  |
| 133 | "Soshite Kyōfu ga Genjitsu ni... Mezameru Jūnanagō to Jūhachigō!!" (そして恐怖が現実に...目覚める17号と18号!!) | 25 tháng 3 năm 1992  |
| 134 | "Subete ga Teokure ka!? Gokū o Korosu Saishū Heiki" (すべてが手遅れか!?悟空を殺す最終兵器)                     | 1 tháng 4 năm 1992   |
| 135 | "Kawaii Kao de Chōpawā!? Jūhachigō ni Shikaku Nashi" (カワイイ顔で超パワー!?18号に死角なし)                    | 15 tháng 4 năm 1992  |
| 136 | "Dare nimo Yatsura o Tomerarenai... Zetto Senshi Zenmetsu ka!?" (誰にも奴らを止められない...Ｚ戦士全滅か!?)    | 22 tháng 4 năm 1992  |
| 137 | "Pikkoro no Ketsui!! Totteoki no Saigo no Shudan" (ピッコロの決意!!とっておきの最後の手段)                     | 29 tháng 4 năm 1992  |
| 138 | "Aruku Chōhakai Heiki!! Jinzō Ningen ga Gokū ni Semaru" (歩く超破壊兵器!!人造人間が悟空に迫る)                 | 6 tháng 5 năm 1992   |
| 139 | "Fukitsu na Yokan! Buruma ga Shiraseta Misuterī" (不吉な予感！ブルマが知らせたミステリー)                      | 13 tháng 5 năm 1992  |

### Mùa 5: Imperfect Cell and Perfect Cell Sagas (140-165)
| #   | Tên tập phim                                                                                                   | Ngày phát sóng gốc   |
| --- | --- | -------------------- |
| 140 | "Jaaku no Tamago o Hakken!! Kyōfu suru Torankusu" (邪悪の卵を発見!!恐怖するトランクス)                         | 20 tháng 5 năm 1992  |
| 141 | "Katsutenai Teki ni Mukete... Sūpā Namekkuseijin Tanjō!!" (かつてない敵に向けて...超ナメック星人誕生!!)        | 27 tháng 5 năm 1992  |
| 142 | "Kamehameha!? Gokū no Ki o Motsu Monsutā" (カメハメ波!?悟空の気を持つモンスター)                               | 3 tháng 6 năm 1992   |
| 143 | "Zōo to Hakai no Seimeitai!! Yatsu no Na wa Jinzō Ningen Seru" (憎悪と破壊の生命体!!奴の名は人造人間セル)      | 10 tháng 6 năm 1992  |
| 144 | "Pikkoro Tsūkon no Daishippai! Seru ga Machi ni Hanatareta!" (ピッコロ痛恨の大失敗！セルが街に放たれた！)      | 17 tháng 6 năm 1992  |
| 145 | "Seru Tanjō no Himitsu! Kenkyūjo no Chika ni Nani ga Aru!?" (セル誕生の秘密！研究所の地下に何がある!?)         | 24 tháng 6 năm 1992  |
| 146 | "Gokū Tatakai e no Mezame! Sūpā Saiyajin o Koero!!" (悟空闘いへの目覚め！超サイヤ人を超えろ!!)                 | 1 tháng 7 năm 1992   |
| 147 | "Shugyō o Isoge Saiyajin! Seishin to Toki no Heya de..." (修行を急げサイヤ人！精神と時の部屋で...)             | 8 tháng 7 năm 1992   |
| 148 | "Ten o Saku Gekiretsu Kōdan!! Pikkoro Tai Jinzō Ningen Jūnanagō" (天を裂く激烈光弾!!ピッコロVS人造人間17号)    | 15 tháng 7 năm 1992  |
| 149 | "Kono Hi o Matte Ita!! Seru - Kanzentai eno Jokyoku" (この日を待っていた!!セル・完全体への序曲)                | 22 tháng 7 năm 1992  |
| 150 | "Sutemi no Hangeki Oyobazu! Pikkoro Moetsukiru!!" (捨て身の反撃及ばず！ピッコロ燃え尽きる!!)                   | 29 tháng 7 năm 1992  |
| 151 | "Nokosareta Yuiitsu no Nozomi... Mugon no Senshi Jūrokugō Tatsu!!" (残された唯一の望み...無言の戦士16号立つ!!) | 5 tháng 8 năm 1992   |
| 152 | "Jūnanagō o Nomikonda... Henshin Seru wa Chōgurume" (17号を飲み込んだ...変身セルは超グルメ)                    | 12 tháng 8 năm 1992  |
| 153 | "Ashita wa Omee o Tatakinomesu!! Gokū no Chōsenjō" (明日はオメエを叩きのめす!!悟空の挑戦状)                    | 19 tháng 8 năm 1992  |
| 154 | "Subete Ore ga Katazukeru!! Shinsei Bejīta Oyako Shutsugeki" (全てオレが片付ける!!新生ベジータ親子出撃)        | 26 tháng 8 năm 1992  |
| 155 | "Ikinari Zenkai!! Hikarikagayaku Bejīta no Chōpawā" (いきなり全開!!光り輝くベジータの超パワー)                 | 2 tháng 9 năm 1992   |
| 156 | "Seru yo Hizamazuke! Ore wa Sūpā Bejīta da!!" (セルよひざまずけ！オレは超ベジータだ!!)                         | 9 tháng 9 năm 1992   |
| 157 | "Kiken na Puraido!! Kanzentai Seru eno Chōsen" (危険なプライド!!完全体セルへの挑戦)                            | 16 tháng 9 năm 1992  |
| 158 | "Ore Nayanjau!! Kuririn no Jūhachigō Hakai Kōsaku" (オレ悩んじゃう!!クリリンの18号破壊工作)                    | 23 tháng 9 năm 1992  |
| 159 | "Zen'uchū ni Shōgeki!! Seru, Kanzentai e Kyōi no Shinka" (全宇宙に衝撃!!セル、完全体へ驚異の進化)              | 30 tháng 9 năm 1992  |
| 160 | "Sentōryoku Mugendai!! Seru to Iu Na no Hakaishin Tanjō" (戦闘力無限大!!セルという名の破壊神誕生)              | 14 tháng 10 năm 1992 |
| 161 | "Sūpā Bejīta Ayaushi!! Kanzen Muketsu no Kyōfu ga Semaru!!" (超ベジータ危うし!!完全無欠の恐怖が迫る!!)         | 21 tháng 10 năm 1992 |
| 162 | "Sūpā Saiyajin no Genkai Toppa!! Arashi o Yobu Torankusu" (超サイヤ人の限界突破!!嵐を呼ぶトランクス)           | 28 tháng 10 năm 1992 |
| 163 | "Chichi o Sukue!! Ten o mo Kogasu Torankusu no Ikari" (父を救え!!天をも焦がすトランクスの怒り)                 | 4 tháng 11 năm 1992  |
| 164 | "Zetsubō no Mirai!! Jigoku o Ikinuita Otoko Torankusu" (絶望の未来!!地獄を生き抜いた男トランクス)              | 11 tháng 11 năm 1992 |
| 165 | "Sūpā Torankusu ni Jakuten!! Seru, Shōgeki no Bakudan Hatsugen" (超トランクスに弱点!!セル、衝撃の爆弾発言)     | 18 tháng 11 năm 1992 |

### Mùa 6: Cell Games Saga (166-194)
| #   | Tên tập phim                                                                                                   | Ngày phát sóng gốc   |
| --- | --- | -------------------- |
| 166 | "Gokū ni Semaru Daikessen!! Shin-Tenkaichi Budōkai no Nazo" (悟空に迫る大決戦!!新天下一武道会の謎)             | 25 tháng 11 năm 1992 |
| 167 | "Shichōritsu Hyaku Pāsento!! Shi o Yobu Seru Gēmu Dokusen Namahōsō" (視聴率100%!!死を呼ぶセルゲーム独占生放送) | 2 tháng 12 năm 1992  |
| 168 | "Gokū to Gohan... Hīrō Oyako Kyūkyoku Reberu Appu" (悟空と悟飯...ヒーロー親子究極レベルアップ)                 | 9 tháng 12 năm 1992  |
| 169 | "Gokū no Yoyū!? Yasunde Matō Seru Gēmu" (悟空の余裕!?休んで待とうセルゲーム)                                   | 16 tháng 12 năm 1992 |
| 170 | "Senshi no Kyūsoku... Shōjo to Uso to Gohan no Ketsui" (戦士の休息...少女と嘘と悟飯の決意)                     | 13 tháng 1 năm 1993  |
| 171 | "Himerareta Chikara!! Gohan ga Akanbō datta Koro" (秘められた力!!悟飯が赤ン坊だった頃)                         | 20 tháng 1 năm 1993  |
| 172 | "Kamisama o Sagashidase!! Goku, Dai Shunkan Idō" (神様を探し出せ!!悟空、大瞬間移動)                            | 27 tháng 1 năm 1993  |
| 173 | "Dende no Hatsu Shigoto!! Doragon Bōru Fukkatsu da" (デンデの初仕事!!ドラゴンボール復活だ)                     | 3 tháng 2 năm 1993   |
| 174 | "Gokū ni Nanmon!? Doragon Bōru o Torimodose" (悟空に難問!?神龍球をとり戻せ)                                    | 10 tháng 2 năm 1993  |
| 175 | "Seru ni Idomu Mono Tachi!! Kessen no Makuake" (セルに挑む者たち!!決戦の幕開け)                                | 17 tháng 2 năm 1993  |
| 176 | "Chotto Matta!! Satangundan Daiabare" (ちょっと待った!!サタン軍団大暴れ)                                       | 3 tháng 3 năm 1993   |
| 177 | "Shōbu da Gokū!! Chō Kinpaku Seru Gēmu" (勝負だ悟空!!超緊迫セルゲーム)                                         | 10 tháng 3 năm 1993  |
| 178 | "Chikyū Chokugeki!! Seru no Tokudai Kamehameha" (地球直撃!!セルの特大カメハメ波)                               | 17 tháng 3 năm 1993  |
| 179 | "Haiboku ka Shi ka!? Gokū, Gyakuten no Hisaku" (敗北か死か!?悟空、逆転の秘策)                                  | 31 tháng 3 năm 1993  |
| 180 | "Shitō ni Ketchaku!! Gokū no Kōsan Sengen!?" (死闘に決着!!悟空の降参宣言!?)                                    | 7 tháng 4 năm 1993   |
| 181 | "Saikyō o Tsugu Mono... Sono Na wa Gohan" (最強を継ぐ者...その名は悟飯)                                        | 14 tháng 4 năm 1993  |
| 182 | "Okore Gohan Nemureru Chikara o Yobiokose" (怒れ悟飯眠れる力を呼び起せ)                                        | 21 tháng 4 năm 1993  |
| 183 | "Chitchana Kyōi!! Seru Junia Raishū" (ちっちゃな脅威!!セルジュニア来襲)                                        | 28 tháng 4 năm 1993  |
| 184 | "Jūrokugō Muzan!! Ugokidasu Ikari no Sūpā Gohan" (16号無惨!!動き出す怒りの超悟飯)                              | 5 tháng 5 năm 1993   |
| 185 | "Fukiareru Shin no Pawā!! Seru Junia Funsai" (吹き荒れる真の力!!セルジュニア粉砕)                              | 12 tháng 5 năm 1993  |
| 186 | "Seru o Nokkuauto!! Tatta Nihatsu no Chō Tekken" (セルをKO（ノックアウト）!!たった２発の超鉄拳)                | 19 tháng 5 năm 1993  |
| 187 | "Seru ni Ihen!! Kuzusareta Kanzentai" (セルに異変!!崩された完全体)                                             | 26 tháng 5 năm 1993  |
| 188 | "Bai Bai Minna!! Gokū Saigo no Shunkan Idō" (バイバイみんな!!悟空最後の瞬間移動)                               | 2 tháng 6 năm 1993   |
| 189 | "Hakuchū no Akuma!! Kyōfu wa yori Kanpeki ni" (白昼の悪夢!!恐怖はより完璧に)                                   | 16 tháng 6 năm 1993  |
| 190 | "Gokū kara Gohan e... Chichi no Tamashii wa Tsutawatta" (悟空から悟飯へ...父の魂は伝わった)                    | 23 tháng 6 năm 1993  |
| 191 | "Tatakai wa Owatta... Arigatō Son Gokū" (戦いは終った...ありがとう孫悟空)                                      | 30 tháng 6 năm 1993  |
| 192 | "Ora Ano Yo de Shugyō suru!! Egao no Wakare" (オラあの世で修業する!!笑顔の別れ)                                | 7 tháng 7 năm 1993   |
| 193 | "Atarashii Hibi... Tōsan! Boku Ganbaru" (新しい日々...父さん！ボクがんばる)                                    | 14 tháng 7 năm 1993  |
| 194 | "Mō Hitotsu no Ketsumatsu!! Mirai wa Ore ga Mamoru" (もう一つの結末!!未来はオレが守る)                         | 21 tháng 7 năm 1993  |

### Mùa 7: Other World, Great Saiyaman and World Tournament Sagas (195-219)
Part 1: Other World Arc (195-199)
| #   | Tên tập phim                                                                            | Ngày phát sóng gốc  |
| --- | --------------------------------------------------------------------------------------- | ------------------- |
| 195 | "Daikangeki!! Ita zo! Ano Yo no Sugee Yatsu" (大感激!!いたぞ！あの世のスゲエ奴)         | 28 tháng 7 năm 1993 |
| 196 | "Ano Yo Ichi wa Ora da! Rekishi no Yūsha Daishūgō" (あの世一はオラだ!!歴代の勇者大集合) | 11 tháng 8 năm 1993 |
| 197 | "Daikaiōsei Nekkyō!! Makiokose Gokū Senpū" (大界王星熱狂!!まきおこせ悟空旋風)           | 18 tháng 8 năm 1993 |
| 198 | "Honoo no Kesshō!! Gokū ka Paikūhan ka!?" (炎の決勝!!悟空かパイクーハンか!?)            | 25 tháng 8 năm 1993 |
| 199 | "Nigasu na Shōri!! Kimero Chōhaya Kamehameha" (逃すな勝利!!決めろ超速かめはめ波)        | 1 tháng 9 năm 1993  |

Part 2: Great Saiyaman and World Tournament Arcs (200-219)
| #   | Tên tập phim                                                                                      | Ngày phát sóng gốc   |
| --- | ------------------------------------------------------------------------------------------------- | -------------------- |
| 200 | "Are kara Shichinen! Kyō kara Boku wa Kōkōsei" (あれから7年！今日から僕は高校生)                  | 8 tháng 9 năm 1993   |
| 201 | "Ai to Seigi no Gurēto Saiyaman Sanjō" (愛と正義のグレートサイヤマン参上)                         | 15 tháng 9 năm 1993  |
| 202 | "Gohan no Hachamecha Hatsu Dēto!?" (悟飯のハチャメチャ初デート!?)                                 | 29 tháng 9 năm 1993  |
| 203 | "Gohan, Kinkyū Shutsudō! Bīderu o Sukue!" (悟飯、緊急出動！ビーデルを救え!!)                      | 20 tháng 10 năm 1993 |
| 204 | "Tōnan Jiken Hassei!! Hannin wa Saiyaman!?" (盗難事件発生!!犯人はサイヤマン!?)                    | 27 tháng 10 năm 1993 |
| 205 | "Gokū mo Fukkatsu!? Tenkaichi Budōkai Shutsujō da!!" (悟空も復活!?天下一武道会出場だ!!)           | 3 tháng 11 năm 1993  |
| 206 | "Gohan mo Bikkuri! Goten no Bakuhatsu Pawā" (悟飯もビックリ！悟天の爆発パワー)                    | 10 tháng 11 năm 1993 |
| 207 | "Attobeta!! Bīderu no Bukūjutsu Nyūmon" (あっ飛べた!!ビーデルの舞空術入門)                        | 17 tháng 11 năm 1993 |
| 208 | "Okaeri Gokū! Zetto Chīmu Zen'in Shūgō!!" (おかえり悟空！Ｚチーム全員集合!!)                      | 24 tháng 11 năm 1993 |
| 209 | "Ayaushi Saiyaman! Gekisha ni Goyōjin!?" (危うしサイヤマン！激写に御用心!?)                       | 8 tháng 12 năm 1993  |
| 210 | "Hanpa ja nai ze!! Chibi Torankusu" (ハンパじゃないぜ!!チビトランクス)                            | 15 tháng 12 năm 1993 |
| 211 | "Boku no Deban da! Goten, Kinchō no Daiissen" (ボクの出番だ！悟天、緊張の第一戦)                  | 22 tháng 12 năm 1993 |
| 212 | "Ureshisa Hyakumanbai! Shōnen Chanpion Kettei!!" (うれしさ百万倍！少年王者（チャンピオン）決定!!) | 12 tháng 1 năm 1994  |
| 213 | "Dō suru Satan!? Shijō Saidai no Pinchi" (どうするサタン!?史上最大のピンチ)                       | 19 tháng 1 năm 1994  |
| 214 | "Taisen Aite Kettei!! Hayaku Yarō ze Ikkaisen" (対戦相手決定!!早くやろうぜ一回戦)                 | 26 tháng 1 năm 1994  |
| 215 | "Dōshita Pikkoro!! Masaka no Fusenbai" (どうしたピッコロ!!まさかの不戦敗)                         | 2 tháng 2 năm 1994   |
| 216 | "Fujimi de Bukimi!? Supopobitchi no Nazo" (不死身で不気味!?スポポビッチの謎)                      | 9 tháng 2 năm 1994   |
| 217 | "Bīderu Muzan!! Deru ka Ikari no Sūpā Gohan" (ビーデル無残!!出るか怒りの超悟飯)                   | 16 tháng 2 năm 1994  |
| 218 | "Barechatta!! Saiyaman wa Son Gohan" (バレちゃった!!サイヤマンは孫悟飯)                           | 23 tháng 2 năm 1994  |
| 219 | "Ugomeku Inbō!! Gohan no Pawā ga Ubawareta" (うごめく陰謀!!悟飯の力（パワー）が奪われた)          | 2 tháng 3 năm 1994   |

### Mùa 8: Babidi and Majin Buu Sagas (220-253)
| #   | Tên tập phim                                                                                   | Ngày phát sóng gốc   |
| --- | ---------------------------------------------------------------------------------------------- | -------------------- |
| 220 | "Kuromaku Tōjō!! Aku no Madōshi Babidi" (黒幕登場!!悪の魔導師バビディ)                         | 9 tháng 3 năm 1994   |
| 221 | "Machiukeru Wana!! Makai kara no Chōsenjō" (待ち受けるワナ!!魔界からの挑戦状)                  | 16 tháng 3 năm 1994  |
| 222 | "Nameru na!! Bejīta Ikari no Shosen Toppa" (なめるな!!ベジータ怒りの初戦突破)                  | 23 tháng 3 năm 1994  |
| 223 | "Gokū Pawā Zenkai!! Buttobe Yakon" (悟空パワー全開!!ブッ飛べヤコン)                            | 13 tháng 4 năm 1994  |
| 224 | "Daigosan!! Satan tai Sannin no Chōsenshi!?" (大誤算!!サタンVS3人の超戦士!?)                   | 20 tháng 4 năm 1994  |
| 225 | "Tsuyoi ze Chibikko!! Jūhachigō Daikusen!?" (強いぜチビッコ!!18号大苦戦!?)                     | 27 tháng 4 năm 1994  |
| 226 | "Tachihadakaru Maō! Deban da Gohan!!" (たちはだかる魔王！出番だ悟飯!!)                         | 4 tháng 5 năm 1994   |
| 227 | "Mitsukerareta Jashin!! Dābura no Meian" (見つけられた邪心!!ダーブラの名案)                    | 18 tháng 5 năm 1994  |
| 228 | "Hakai Ōji Bejīta Fukkatsu!! Butōkai Rannyū" (破壊王子ベジータ復活!!武闘会乱入)                | 25 tháng 5 năm 1994  |
| 229 | "Shukumei no Chōtaiketsu!! Gekitotsu Gokū tai Bejīta" (宿命の超対決!!激突悟空VSベジータ)       | 15 tháng 6 năm 1994  |
| 230 | "Mattero Babidi!! Yabō wa Yurusanai" (待ってろバビディ!!野望は許さない)                        | 22 tháng 6 năm 1994  |
| 231 | "Toketa Fūin! Deruzo Kyōaku Majin Bū!!" (解けた封印！出るぞ凶悪魔人ブウ!!)                     | 29 tháng 6 năm 1994  |
| 232 | "Fukkatsu Sasenai!! Teikō no Kamehameha" (復活させない!!抵抗のかめはめ波)                      | 6 tháng 7 năm 1994   |
| 233 | "Zetsubō e Itchokusen!? Nageki no Kaiōshin" (絶望へ一直線!?嘆きの界王神)                       | 13 tháng 7 năm 1994  |
| 234 | "Majin Osorubeshi!! Gohan ni Semaru Shi no Kyōfu" (魔人恐るべし!!悟飯に迫る死の恐怖)           | 27 tháng 7 năm 1994  |
| 235 | "Tabechau zo!! Harapeko Majin no Chōnōryoku" (食べちゃうぞ!!腹ペコ魔人の超能力)                | 3 tháng 8 năm 1994   |
| 236 | "Senshi no Ketsui!! Majin wa Ore ga Shimatsu-suru" (戦士の決意!!魔人はオレが始末する)          | 17 tháng 8 năm 1994  |
| 237 | "Ai suru Mono no Tame ni... Bejīta Chiru!!" (愛する者のために...ベジータ散る!!)                | 24 tháng 8 năm 1994  |
| 238 | "Akumu Futatabi! Ikiteita Majin Bū" (悪夢ふたたび!!生きていた魔人ブウ)                         | 31 tháng 8 năm 1994  |
| 239 | "Bīderutachi no Funtō! Sagase Doragon Bōru" (ビーデルたちの奮闘！探せ神龍球（ドラゴンボール）) | 7 tháng 9 năm 1994   |
| 240 | "Dekkai Kibō!! Chibitachi no Shin Hissatsu Waza" (でっかい希望!!チビたちの新必殺技)            | 21 tháng 9 năm 1994  |
| 241 | "Goten Torankusu Zensekai ni Shimei Tehai" (悟天トランクス全世界に指名手配)                    | 28 tháng 9 năm 1994  |
| 242 | "Gohan Fukkatsu!! Kaiōshin no Himitsu Heiki!?" (悟飯復活界王神の秘密兵器!?)                    | 12 tháng 10 năm 1994 |
| 243 | "Nuketā〜!! Densetsu no Zetto Sōdo" (抜けたァ～!!伝説のゼットソード)                           | 19 tháng 10 năm 1994 |
| 244 | "Nerawareta Nishi no Miyako! Tomare Majin Bū!!" (狙われた西の都！止まれ魔人ブウ!!)             | 2 tháng 11 năm 1994  |
| 245 | "Atto Odoroku Daihenshin!! Sūpā Saiyajin Surī" (アッと驚く大変身!!超サイヤ人3)                 | 9 tháng 11 năm 1994  |
| 246 | "Bai Bai Babidi!! Majin Bū Hangyaku" (バイバイ・バビディ!!魔人ブウ反逆)                        | 16 tháng 11 năm 1994 |
| 247 | "Mecha Kakko Warui!? Tokkun Henshin Pōzu" (メチャカッコ悪い!?特訓変身ポーズ)                   | 23 tháng 11 năm 1994 |
| 248 | "Jā na Minna!! Gokū Ano Yo ni Kaeru" (じゃあなみんな!!悟空あの世に帰る)                        | 30 tháng 11 năm 1994 |
| 249 | "Gohan wa Doko da!? Kaiōshinkai no Mōtokkun" (悟飯はどこだ!?界王神界の猛特訓)                  | 7 tháng 12 năm 1994  |
| 250 | "Uso daro!? Zetto Sōdo ga Orechatta" (ウソだろ!?ゼットソードが折れちゃった)                    | 14 tháng 12 năm 1994 |
| 251 | "Gattai Chōjin Tanjō!! Sono Na wa Gotenkusu" (合体超人誕生!!その名はゴテンクス)                | 21 tháng 12 năm 1994 |
| 252 | "Saishū Heiki Shidō!? Satan wa Chikyū o Sukuu" (最終兵器始動!?サタンは地球を救う)              | 11 tháng 1 năm 1995  |
| 253 | "Korosu no Yameta!! Majin Bū Yoi Ko Sengen" (殺すのやめた!!魔人ブウよい子宣言)                 | 25 tháng 1 năm 1995  |

### Mùa 9: Fusion, Kid Buu and Peaceful World Sagas (254-291)
| #   | Tên tập phim                                                                                   | Ngày phát sóng gốc   |
| --- | ---------------------------------------------------------------------------------------------- | -------------------- |
| 254 | "Nigero Satan!! Ikari no Majin Bū Shutsugen" (逃げろサタン!!怒りの魔人ブウ出現)                | 1 tháng 2 năm 1995   |
| 255 | "Dotchi ga Katsu no!? Zen'aku Bū Bū Taiketsu" (どっちが勝つの!?善悪ブウブウ対決)               | 8 tháng 2 năm 1995   |
| 256 | "Matta nashi no Hakyoku!! Chikyū Jinrui Zetsumetsu" (待ったなしの破局!!地球人類絶滅)           | 15 tháng 2 năm 1995  |
| 257 | "Tokkun Seikō!! Kore de Owari da Majin Bū" (特訓成功!!これで終りだ魔人ブウ)                    | 22 tháng 2 năm 1995  |
| 258 | "Honki de Iku ze!! Sūpā Gotenkusu Zenkai" (本気で行くぜ!!超ゴテンクス全開)                     | 1 tháng 3 năm 1995   |
| 259 | "Yatta ze!! Obake de Seikō Bū Taiji!?" (やったぜ!!オバケで成功ブウ退治!?)                      | 8 tháng 3 năm 1995   |
| 260 | "Ijigen kara no Dasshutsu!! Sūpā Gotenkusu Surī" (異次元からの脱出!!超ゴテンクス3)             | 15 tháng 3 năm 1995  |
| 261 | "Norisugi!? Bū Bū Barēbōru" (ノリすぎ!?ブウブウバレーボール)                                   | 22 tháng 3 năm 1995  |
| 262 | "Masa ni Gurēto!! Shinsei Gohan Chikyū e" (まさにグレート!!新生悟飯地球へ)                     | 26 tháng 4 năm 1995  |
| 263 | "Bū o Attō!! Gohan no Mirakuru Pawā" (ブウを圧倒!!悟飯のミラクルパワー)                        | 3 tháng 5 năm 1995   |
| 264 | "Yatta ka!? Majin Bū Daibakuhatsu" (やったか!?魔人ブウ大爆発)                                  | 17 tháng 5 năm 1995  |
| 265 | "Bū Saiaku no Hansoku!! Gotenkusu Kyūshū!?" (ブウ最悪の反則!!ゴテンクス吸収!?)                 | 24 tháng 5 năm 1995  |
| 266 | "Zen'uchū no Tame ni... Yomigaere Son Gokū" (全宇宙のために...よみがえれ孫悟空)                | 31 tháng 5 năm 1995  |
| 267 | "Kiseki wa Ichido... Naru ka Gohan to no Chōgattai" (奇跡は一度...なるか悟飯との超合体)        | 7 tháng 6 năm 1995   |
| 268 | "Gattai!! Bejīta no Hokori to Gokū no Ikari" (合体!!ベジータの誇りと悟空の怒り)                | 28 tháng 6 năm 1995  |
| 269 | "Sōzetsu Pawā!! Kyūkyoku o Koeru Bejitto" (壮絶パワー!!究極を越えるベジット)                   | 5 tháng 7 năm 1995   |
| 270 | "Jigen ni Kiretsu!! Bū ga Kirechatta!?" (次元に亀裂!!ブウがキレちゃった!?)                     | 12 tháng 7 năm 1995  |
| 271 | "Bū no Oku no Te!! Amedama ni Natchae" (ブウの奥の手!!アメ玉になっちゃえ)                      | 19 tháng 7 năm 1995  |
| 272 | "Hīrō Sōshitsu!? Kyūshūsareta Bejitto" (ヒーロー喪失!?吸収されたベジット)                      | 26 tháng 7 năm 1995  |
| 273 | "Ma no Meikyū!! Bū no Onaka ni Nani ga Aru!?" (魔の迷宮!!ブウの腹（おなか）に何がある!?)       | 2 tháng 8 năm 1995   |
| 274 | "Akumu ka Maboroshi ka!? Gokū to Gohan no Oyako Taiketsu" (悪夢か幻か!?悟空と悟飯の親子対決)   | 9 tháng 8 năm 1995   |
| 275 | "Majin no Himitsu!! Bū no Naka ni Futari no Bū" (魔人の秘密!!ブウの中に2人のブウ)              | 16 tháng 8 năm 1995  |
| 276 | "Deguchi wa Doko Da!? Kuzureru Bū kara Dasshutsu" (出口はどこだ!?崩れるブウから脱出)           | 23 tháng 8 năm 1995  |
| 277 | "Deguchi wa Doko Da!? Kuzureru Bū kara Dasshutsu" (出口はどこだ!?崩れるブウから脱出)           | 6 tháng 9 năm 1995   |
| 278 | "Bū Raishū!! Kaiōshinkai de Ketchaku da" (ブウ来襲!!界王神界で決着だ)                          | 13 tháng 9 năm 1995  |
| 279 | "Mirai o Tsukame!! Uchū o Kaketa Daikessen" (未来をつかめ!!宇宙をかけた大決戦)                 | 20 tháng 9 năm 1995  |
| 280 | "Bejīta Datsubō!! Gokū Omae ga Nanbā Wan da" (ベジータ脱帽!!悟空おまえがNo.1だ)                | 18 tháng 10 năm 1995 |
| 281 | "Taenuke Bejīta!! Inochigake no Ippunkan" (耐え抜けベジータ!!命がけの1分間)                    | 1 tháng 11 năm 1995  |
| 282 | "Satan o Ijimeru na!! Ganso Bū Fukkatsu" (サタンをいじめるな!!元祖ブウ復活)                    | 8 tháng 11 năm 1995  |
| 283 | "Bejīta no Hisaku!! Porunga to Futatsu no Negai" (ベジータの秘策!!神龍（ポルンガ）と2つの願い) | 15 tháng 11 năm 1995 |
| 284 | "Saigo no Kibō!! Tsukuru ze Dekkai Genkidama" (最後の希望!!作るぜでっかい元気玉)               | 22 tháng 11 năm 1995 |
| 285 | "Chōkangeki!! Dekita ze Minna no Genkidama" (超感激!!できたぜみんなの元気玉)                   | 29 tháng 11 năm 1995 |
| 286 | "Yappari Saikyō Son Gokū!! Majin Bū Shōmetsu" (やっぱり最強孫悟空!!魔人ブウ消滅)               | 13 tháng 12 năm 1995 |
| 287 | "Modotta Heiwa!! Seigi no Mikata Majin Bū!?" (戻った平和!!正義の味方魔人ブウ!?)                | 20 tháng 12 năm 1995 |
| 288 | "Osoi ze Gokū! Minna de Pāti!!" (遅いぜ悟空！みんなでパーティ!!)                               | 10 tháng 1 năm 1996  |
| 289 | "Gokū Ojiichan! Watashi ga Pan yo!!" (悟空おじいちゃん！私がパンよ!!)                          | 17 tháng 1 năm 1996  |
| 290 | "Oira wa Ūbu! Ima Jussai de Moto Majin!?" (オイラはウーブ！今10歳で元魔人!?)                   | 24 tháng 1 năm 1996  |
| 291 | "Motto Tsuyoku!! Gokū no Yume wa Chō Dekkee" (もっと強く!!悟空の夢は超でっけえ)                | 31 tháng 1 năm 1996  |

## OVAs/Movie specials
| # | Tên tập phim | Ngày phát sóng gốc                                        |
| - | --- | --------------------------------------------------------- |
| 1 | "Doragon Bōru Zetto Gaiden: Saiyajin Zetsumetsu Keikaku" (ドラゴンボールZ外伝 サイヤ人絶滅計画)                   | 23 tháng 7 năm 1993 (Part 1) 25 tháng 8 năm 1993 (Part 2) |
| 2 | "Doragon Bōru Ossu! Kaette Kita Son Gokū to Nakama-tachi!!" (ドラゴンボール オッス！帰ってきた孫悟空と仲間たち！) | 21 tháng 9 năm 2008                                       |
| 3 | "Doragon Bōru: Suupaa Saiyajin Zetsumetsu Keikaku" (ドラゴンボール 超サイヤ人絶滅計画)                            | 11 tháng 11 năm 2010                                      |
| 4 | "Doragon Bōru: Episōdo obu Bādakku" (ドラゴンボール エピソード オブ バーダック)                                   | 17 tháng 12 năm 2011                                      |

## TV specials
| # | Tên tập phim | Ngày phát sóng gốc   |
| - | --- | -------------------- |
| 1 | "Doragon Bōru Zetto: Tatta Hitori no Saishū Kessen~Furīza ni Idonda Zetto Senshi Kakarotto no Chichi~" (ドラゴンボールZ たったひとりの最終決戦～フリーザに挑んだZ戦士 孫悟空 (カカロット)の父～) | 17 tháng 10 năm 1990 |
| 2 | "Kyokugen Batoru!! San Dai Sūpā Saiya-jin Supesharu" (極限バトル!!三大超サイヤ人 スペシャル) | 3 tháng 8 năm 1992   |
| 3 | "Doragon Bōru Zetto: Zetsubō e no Hankō!! Nokosareta Chō-Senshi•Gohan to Torankusu" (ドラゴンボールZ 絶望への反抗!!残された超戦士・悟飯とトランクス)                                             | 24 tháng 2 năm 1993  |
| 4 | "Zenbu Misemasu Toshi Wasure Doragon Boru Zetto!" (全部見せます 年忘れドラゴンボールZ!) | 31 tháng 12 năm 1993 |
| 5 | "Dorīmu 9 Toriko & Wan Pīsu & Doragonbōru Z Chō Korabo Supesharu!!" (ドリーム9 トリコ&ワンピース&ドラゴンボールZ 超コラボスペシャル!!)                                                           | 7 tháng 4 năm 2013   |